# アンドシーヌ
アンドシーヌ（Indochine) は、1981年から活動をしているフランスのロック・バンド。幾多のメンバー・チェンジや音楽的変遷の中で、1990年代に人気が一時低迷するが、2002年にアルバム『Paradize』を発売している。

## ディスコグラフィ

### スタジオ・アルバム
- L'Aventurier (1982年)
- Le Péril Jaune (1983年)
- 3 (1985年)
- 7000 Danses (1987年)
- Le Baiser (1990年)
- Un jour dans notre vie (1993年)
- Wax (1996年)
- Dancetaria (1999年)
- Paradize (2002年)
- Alice & June (2005年)
- La République des Meteors (2009年)
- Black City Parade (2013年)
- 13 (2017年)

### ライブ・アルバム
- Indochine au Zénith (1986年)
- Radio Indochine (1994年)
- INDO LIVE (1997年)
- Nuits intimes (2001年)
- 3.6.3 (2004年)
- Hanoï (2007年)
- Alice & June Tour (2007年)
- Le Meteor sur Bruxelles (2010年)
- Putain de Stade (2011年) (DVD)
- Black City Tour (2014年)
- Black City Concerts (2015年)

### コンピレーション・アルバム
- Le Birthday Album (1991年)
- Unita (1996年)
- Les versions longues (1996年)
- Unita (2013年)
- Singles Collection (2001–2021) (2020年)
- Singles Collection (1981–2001) (2020年)